# 닷피 정점
닷피 정점(일본어: 竜飛定点, たっぴていてん 닷피테이텐[*])은 일본 아오모리현 히가시쓰가루군 소토가하마정에 있는 철도 시설이다.

## 개요
이 시설은 세이칸 터널 안에 있는 철도역으로 1988년부터 2014년까지 닷피카이테이역(일본어: 竜飛海底駅, たっぴかいていえき 닷피카이테이에키[*])이라는 이름으로 존재했으나 일반 승객들이 기본적으로 승하차할 수는 없었다. 다만, 견학권을 예약하는 경우에는 승하차가 가능하였다.
2014년부터는 긴급 대피 용도로 계속 사용된다.

## 역 구조
2면 2선의 상대식 승강장이 있는 지하역이었으며, 승강장 폭이 84cm이는 수 밖에 없어서 좁았다.

## 역사
- 1988년 3월 13일: 가이쿄 선(쓰가루 해협선) 개통함에 따라 닷피카이테이역으로 영업 개시.
- 2013년 11월 11일: 영업 휴지.
- 2014년 3월 14일: 철도역 영업 종료, 폐지됨.